# Bitwa pod Ane
Bitwa pod Ane – starcie zbrojne z 1227 roku pomiędzy rycerstwem biskupa Utrechtu Ottona II z Lippe a siłami burgrabiego Rudolfa II z Coevorden i wspierającymi go oddziałami chłopskimi z Drenthe. Bitwa zakończyła się zwycięstwem Rudolfa II i śmiercią biskupa Utrechtu. Wydarzenie to wzmiankuje niderlandzka kronika Narracio (Quedam narracio de Groninghe de Trentis de Covordia et diversis aliis sub episcopis Traiectensibus) z roku 1232.

## Przebieg bitwy
Do bitwy doszło na polach w pobliżu dzisiejszej wioski Ane w dniu 28 lipca 1227 r. Dokładne miejsce stoczenia bitwy nie jest do końca znane. Kronika Narracio podaje jedynie, że stoczono ją na mokradłach co każe przypuszczać, że były to podmokłe tereny położone na północny wschód od Ane.
Biskup Utrechtu dysponował znacznymi siłami przybyłymi m.in. z biskupstw Münster i Köln. Oddziały chłopskie z Drenthe, wśród których znajdowały się również kobiety, zdając sobie sprawę z przewagi w uzbrojeniu rycerstwa biskupa, starały się zwabić przeciwnika na mokradła. Zamysł powiódł się a konie rycerzy osłonięte ciężkimi pancerzami, nie były w stanie przekroczyć tej przeszkody i wiele z nich utonęło w bagnach.

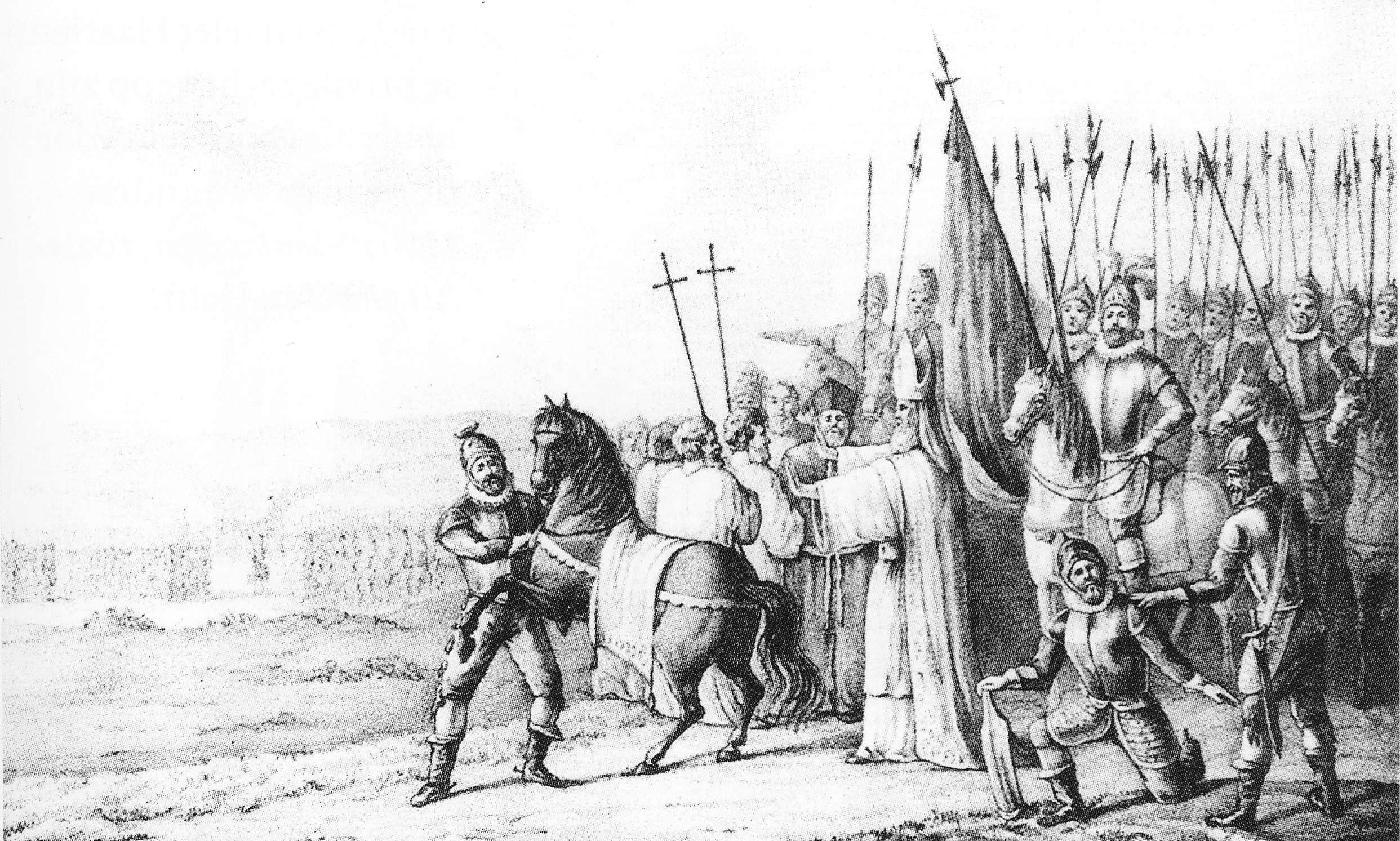
Biskup Utrechtu poddający się Rudolfowi II, miedzioryt Jana Felsa z 1837 roku.

Siły chłopskie pod wodzą Rudolfa II uzbrojone były w broń lekką, dzięki czemu mogły się szybciej przemieszczać. Ich broń stanowiły dzidy, noże i maczugi za pomocą których ściągali przeciwnika z konia na ziemię, gdzie go szybko dobijali.
W wyniku bitwy prawie cała armia biskupa Utrechtu (wśród nich doświadczeni krzyżowcy) została unicestwiona. W ręce chłopów dostał się również biskup Otto z Lippe, którego poddano torturom i zabito. Po jakimś czasie jego okaleczone zwłoki odnaleziono i pochowano w katedrze w Utrechcie.

## Upamiętnienie

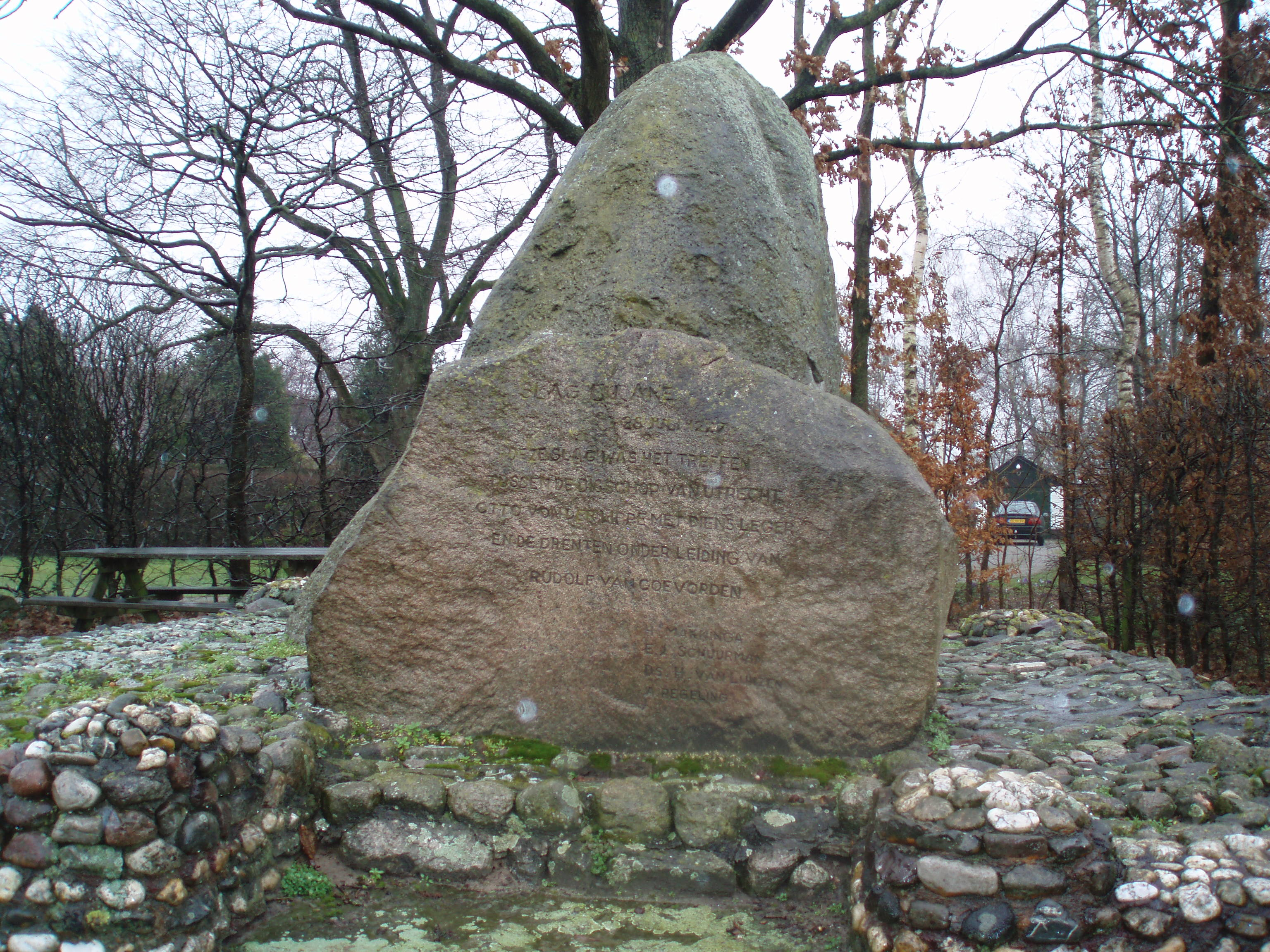
Pomnik upamiętniający bitwę

29 lipca 1967 w miejscu bitwy wzniesiono pomnik upamiętniający to wydarzenie. Pomnik składa się z połączonych głazów narzutowych na których wyryto napis w języku mieszkańców Drenthe:

Slag bi'j Aone, 28 juli 1227, zie vocht'n ok veur oenze vri'jheid.
(w tłumaczeniu:
Bitwa pod Ane 28 lipca 1227, walczyli w niej także o naszą wolność).